# Michael Winterbottom (Altphilologe)
Michael Winterbottom (* 22. September 1934 in Sale, Cheshire) ist ein britischer klassischer Philologe.

## Biographie
Nach einem Studium der Klassischen Altertumswissenschaften arbeitete Winterbottom von 1959 bis 1962 als Dozent am Christ Church College in Oxford. Danach lehrte er bis 1967 lateinische und griechische Philologie in London. Zwischen 1967 und 1992 war er in der Funktion eines Akademischen Tutoren und Fellow am Worcester College an der University of Oxford tätig. 1990 bis 1992 unterrichtete er dort Latein und Griechisch, 1992 wurde zum Corpus Christi Professor of Latin am Corpus Christi College berufen. Diese Funktion hatte er bis zu seiner Emeritierung 2001 inne. 1978 wurde er zum Mitglied der British Academy gewählt.
Winterbottom gab verschiedene Editionen klassischer Texte in der Reihe der „Oxford Classical Texts“ heraus. Dazu zählen die Schriften „De officiis“ von Marcus Tullius Cicero, Quintilians „institutio oratoria“ und die kleineren Schriften des Tacitus, aber auch weniger bekannte, mittelalterliche Autoren wie Gildas, Abbo von Fleury, Dunstan von Canterbury und William of Malmesbury.

## Schriften (Auswahl)
- Marcus Tullius Cicero: De officiis, Oxford/New York: Typogr. Clarendoniano 1994. ISBN 0-19-814673-6.
- Dunstan of Canterbury: The Early Lives of St. Dunstan, Oxford 2011: Oxford Medieval texts (gemeinsam mit Michael Lapidge).
- Gildas: The ruin of Britain and other works, London 1978. (mit Übersetzung)
- Quintilian, Institutio Oratoria, Oxford 2006: Oxford University Press (gemeinsam mit Tobias Reinhardt).
- Tacitus: opera minora, Oxford Classical Texts, Oxford 1975. (gemeinsam mit R. M. Ogilvie)
- Abbo of Fleury: Three Lives of English Saints, Toronto 1972: Toronto Medieval Latin Texts.
- (Hrsg., mit Donald Andrew Russell): Ancient Literary Criticism. The Principal Texts in New Translations. Oxford University Press, Oxford 1972.